# Paysage protégé des Pinares de Rodeno
Le Paysage protégé des Pinares de Rodeno est un espace naturel protégé situé dans la comarque de Sierra de Albarracín (province de Teruel), en Aragon
,.
Cette aire protégée est une Zone spéciale de conservation (ZSC) et une Zone de protection spéciale (ZPS) du réseau Natura 2000 définie par la Convention de Ramsar visant la conservation des types d'habitats et des espèces animales et végétales.

## Description
Il est situé dans la Sierra de Albarracín et déclaré pour la première fois en 1995. D'une superficie totale de 682 ha protégés, les pins sont situés entre 1 095 m et 1 602 m.Il s'étend sur les territoires communaux d'Albarracín, Gea de Albarracín et Bezas.
Le Centro de Interpretación de Dornaque est situé au cœur du paysage protégé des Pinares de Rodeno, dans l'ancienne maison forestière de Donarque.Il montre aux visiteurs les valeurs naturelles de ce paysage protégé, notamment les valeurs géologiques, la végétation et la faune, les manifestations préhistoriques et les utilisations forestières traditionnelles.

## Géologie
Formes géologiques des ravins.

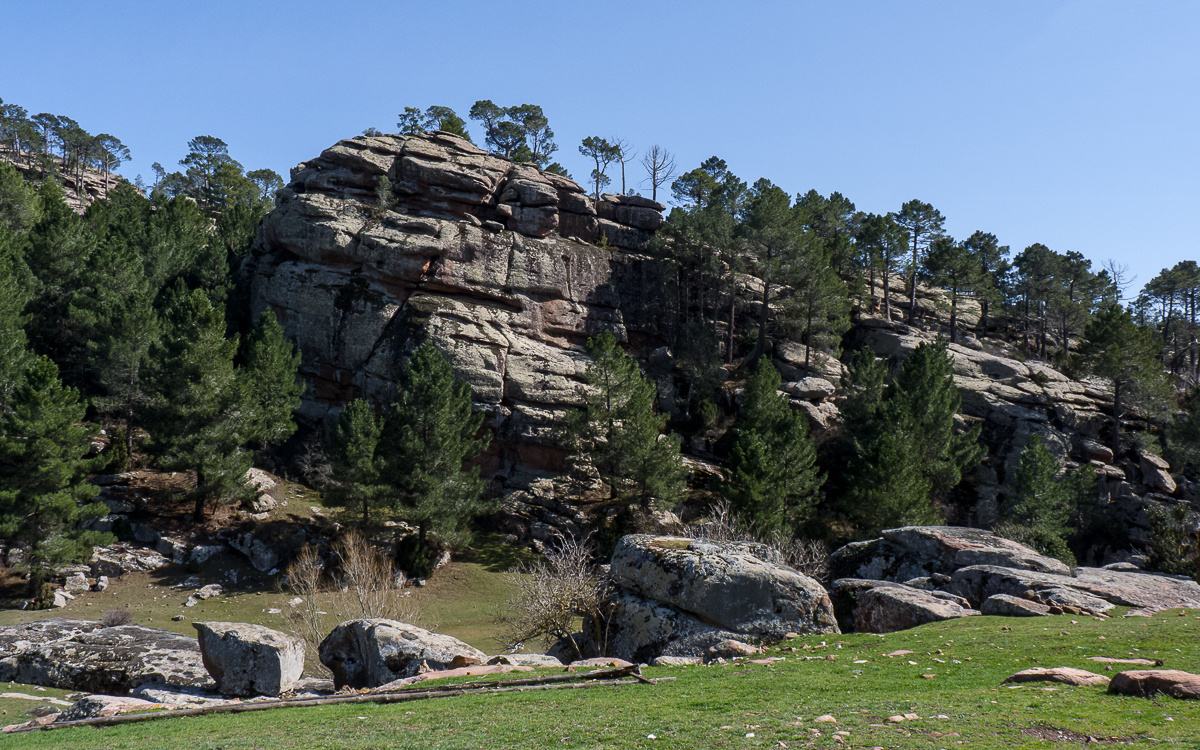
Rochers de grès du Rodeno Pinares.

Le sol des pinèdes est formé sur un substrat de grès rouge, appelé rodeno dans le système ibérique. Parmi les formes modelées par les agents atmosphériques, il convient de souligner les gorges creusées par les cours d'eau, les taffoni (trous hémisphériques dans la paroi rocheuse) ou les pilancones (grandes dépressions circulaires dans la surface rocheuse).
Il existe également une zone où prédomine la roche calcaire, avec un relief plus doux et des zones hautes et plates. Dans ces zones, on trouve d'autres espèces de pins et de chênes verts.

## Flore
La principale espèce de pin qui l'habite est le pin rodeno (Pinus pinaster) , qui se caractérise par une hauteur moyenne et une écorce rugueuse rougeâtre. Traditionnellement, ils étaient utilisés pour obtenir de la résine. Le pin rodeno est accompagné d'espèces caractéristiques telles que le genévrier commun (Juniperus communis) et le genévrier oxycèdre (Juniperus oxycedrus), le ciste, la bruyère et la lavande. Les espèces aromatiques sont également abondantes, comme le romarin et le thym. De plus, on trouve d'autres espèces d'arbres du genre Quercus (Quercus faginea, Quercus pyrenaica et Quercus petraea).
Dans les ravins et les zones plus humides apparaissent des espèces comme le peuplier, le saule, le noisetier, l'aubépine, l'amélanchier à feuilles ovales ou le houx.
Enfin, dans les zones calcaires, le pin rodeno cède la place au Pinus nigra et au pin sylvestre, le Juniperus thurifera et le Juniperus sabina étant également également abondants.

## Faune
Les espèces présentes dans les pinèdes sont typiques de la forêt méditerranéenne comme les sangliers, les chevreuils, les cerfs, les renards, les fouines, les lièvres et les écureuils communs. Parmi les oiseaux, les forêts de pins sont un refuge pour le troglodyte mignon, la mésange charbonnière, le bec-croisé, le hibou moyen-duc, la chouette hulotte, l'épervier, l'aigle botté et l'autour des palombes. Dans les forêts de chênes, il y a des oiseaux tels que la mésange bleue, le merle, le bruant fou, le roitelet à triple bandeau, entre autres. Enfin, dans les zones rocheuses se distinguent l'aigle royal, le faucon pèlerin, la crécerelle et le hibou grand-duc.
Parmi les représentants de l'herpétofaune, on distingue la présence du lézard à longue queue (Psammodromus algirus), du lézard ocellé, de la couleuvre de Montpellier et de la couleuvre échelle (Zamenis scalaris), et parmi les amphibiens, le crapaud calamite, le crapaud épineux (Bufo spinosus) ou le crapaud persillé (Pelodytes punctatus).

## Art rupestre

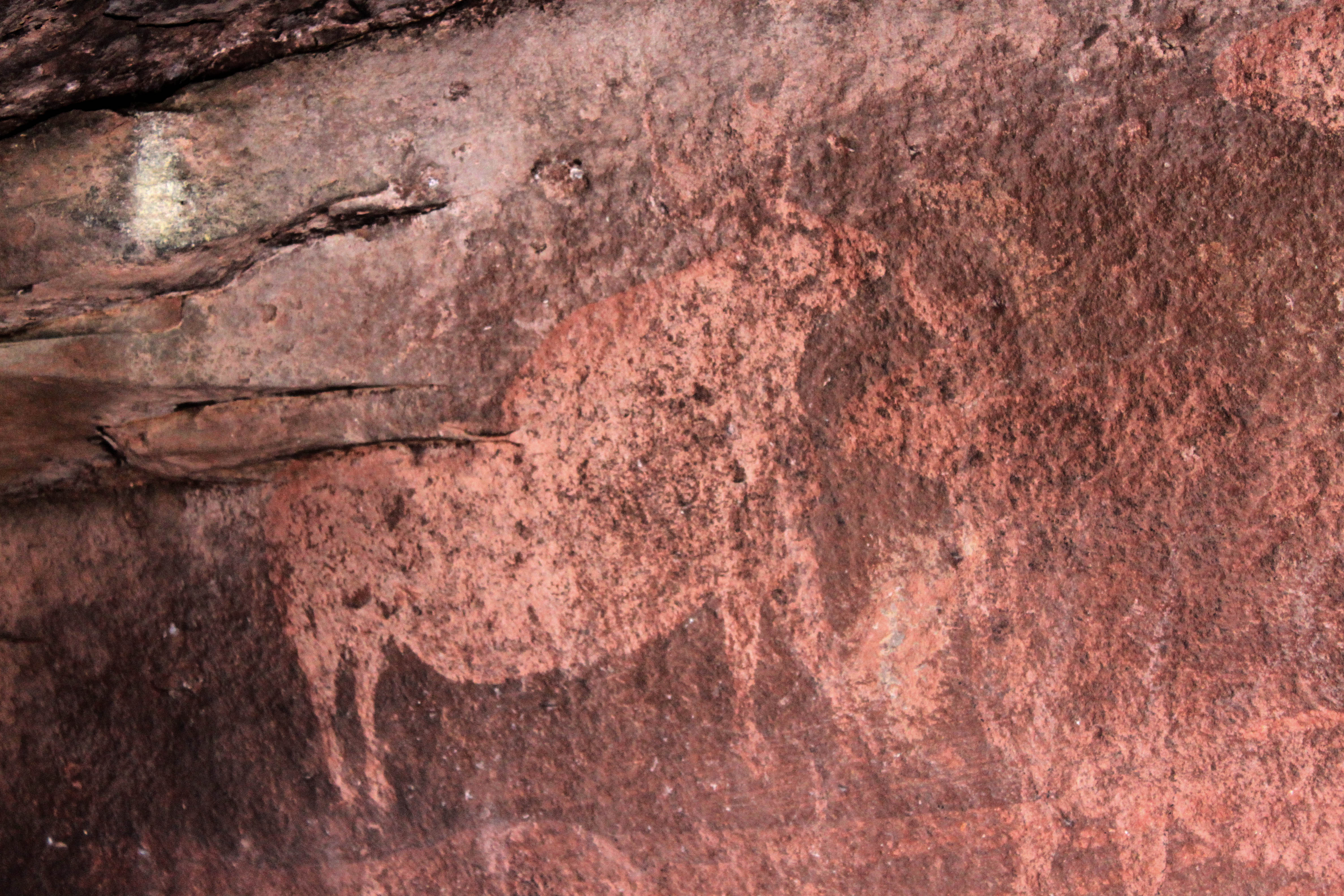
Peinture rupestre de l'abri de Cocinilla del Obispo.

Parmi les pinèdes, on trouve différentes grottes qui abritent d'importants échantillons d' art rupestre levantin , parmi lesquelles se distinguent : 
- l'abri de Los Toros del Prado del Navazo[6],
- Abri de los Cazadores del Navazo,
- Abri de Lázaro,
- Abri du Medio Caballo,
- Abri de la Fuente del Cabrerizo,
- Abri du Arquero de los Callejones Cerrados,
- Grotte de Doña Clotilde,
- Abri des Figuras Diversas,
- Abri Tío Campano,
- Abri de la Cocinilla del Obispo.

Les personnages représentés sont des humains chassant ou cuisinant et des scènes animalières.

## Galerie

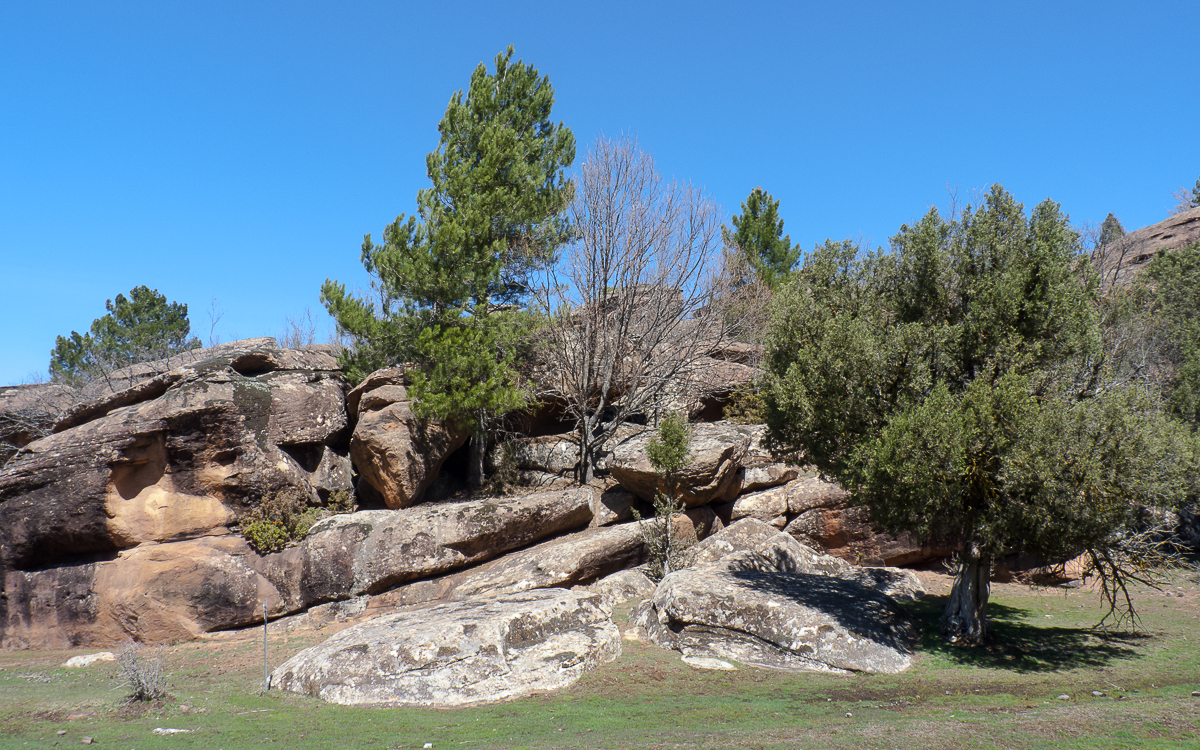
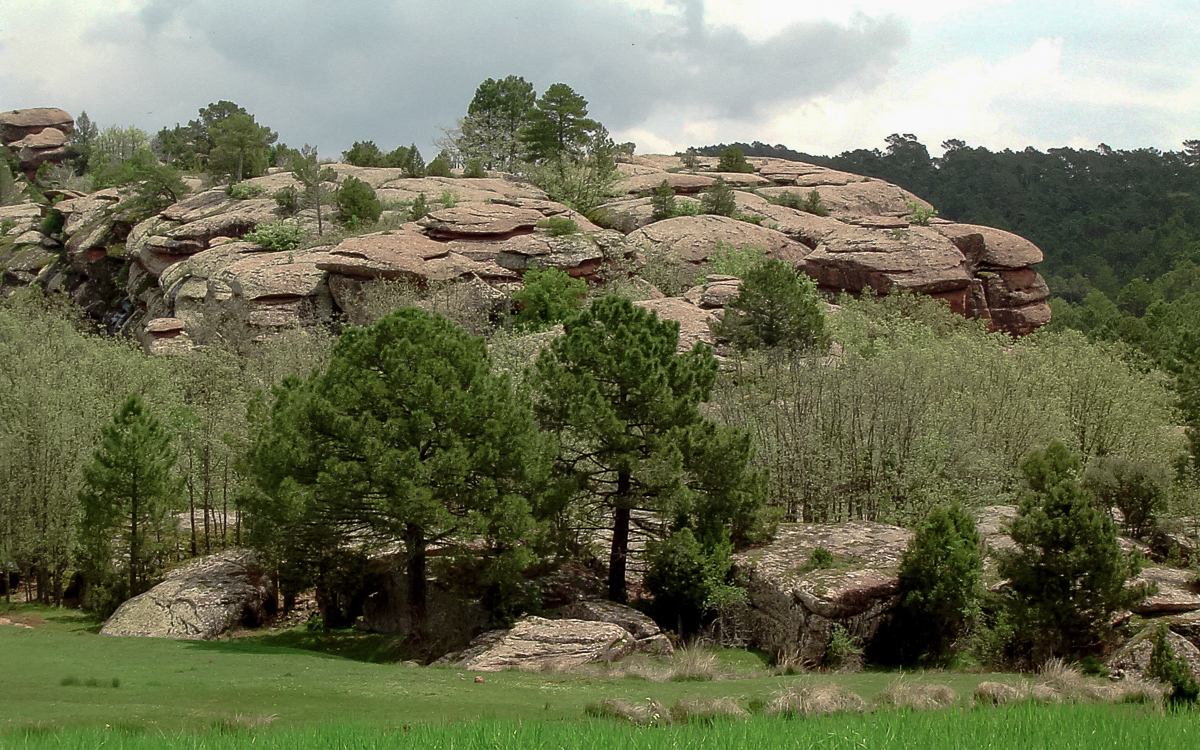